# Limonium cordatum
Limonium cordatum ist eine Pflanzenart aus der Gattung der Strandflieder (Limonium) in der Familie der Bleiwurzgewächse (Plumbaginaceae).

## Beschreibung
Limonium cordatum ist eine weißlich behaarte Pflanze mit Wuchshöhen von 18 bis 25 cm. Die Laubblätter sind 15 bis 30 mm lang, 2 bis 6 mm breit und sind linealisch-spatelförmig.
Die Blütenstände sind doldentraubig mit aufrechten bis aufrecht-abstehenden Zweigen, die in spitzen Winkel aufsteigen. Die Ähren sind bis zu 1 cm lang und tragen bis zu sieben Teilährchen, die wiederum aus einer einzigen Blüte bestehen. Die Tragblätter besitzen einen schmalen, durchscheinenden Rand. Die inneren Tragblätter sind etwa 3,5 mm lang und flaumig behaart. Die äußeren Tragblätter überlappen die inneren um etwa 1/5. Der Kelch ist etwa 4,5 mm lang, und steht etwa 1,5 mm über die Tragblätter hinaus. Die Kelchlappen sind zugespitzt, der Kelchsaum ist etwa 2/3 so lang wie die Kelchröhre. 

## Vorkommen
Die Art kommt im Westen Italiens und im Südosten Frankreichs vor und wächst auf kalkreichen, küstennahen Klippen.